# ريجينالد بول
ريجينالد بول Reginald Pole كاردينال إنكليزي وآخر كبير أساقفة كاثوليكي في كانتربري، وكان قد تقاطع مع هنري الثامن، تدرب في إيطاليا وتزعم إحدى الكنائس الكاثوليكية التي أرادت تحديث الكنيسة لتتوافق مع البروتستانتية.
ولد في 3 مارس 1500 وأبوه هو سير ريتشارد قريب هنري السابع وأمه مارغريت كونتيسة ساليسبوري ابنة أخت إدوارد الرابع وبسبب نسبه دفع قريبه هنري الثامن لتعليمه في أوكسفورد وبادوفا وأعطاه مقعدا صغيرا في الكنيسة.
حدثت المشكلة بين البابا والكنيسة عندما قام الأخير بالانشقاق عن الكنيسة الكاثوليكية فعارضه البابا كليمنت السابع فلم يقدر بول على أن يساند الملك لذا انسحب إلى بادوفا وانغمس في الدراسات الدينية. في عام 1536 قام ريجينالد بإرسال تحليل قام به إلى هنري يهاجم فيه سطوته على الكنيسة الإنكليزية ودافع بشدة عن سياسات البابا وتم نشر هذا التحليل لاحقا بدون إذنه في كتاب عن الدفاع عن الوحدة الدينية.
لم يعد بإمكان بول الرجوع إلى إنكلترا وبقي في إيطاليا حيث جعله البابا بول الثالث كاردينالا في ديسمبر 1536، وإشترك في تفويض لكتابة سجل مهم إسمه خطة لحديث الكنيسة يتكلم فيه عن أساسات الكنيسة مع سبل لتحديثها. وفي عام 1537، كلفه البابا بول الثالث بتوفير الدعم لحركة مهاجري الرحمة، فحاول تنظيم مسيرة نحو لندن لتشكيل حكومة كاثوليكية بدلاً من حكومة هنري، إلا أن فرانسوا الأول ملك فرنسا أو الإمبراطور الروماني رفضا المساعدة. وفي عام 1539، أُرسل بول إلى الإمبراطور لتنظيم حظر على إنجلترا، إلا أنه فشل في ذلك أيضًا. ردًا على ذلك، أمر هنري بإعدام أخ ريجينالد عام 1538 وأمه عام 1541.
في أغسطس عام 1541 عينه البابا في أخوية القديس بطرس حول روما واستقر في فيتريو وجمع حوله مجموعة من الإنسانيين منهم الشاعر المعروف فيتوريو كولونا والذي ناقش معه مواضيع كالتشابهات في فكرة الخلاص لدى الكاثوليكيين واللوثريين وصنع تسوية تجمعهما لكن تم رفضها بسبب صرامة التقاليد وتم رفض منصبه في مجلس ترنت عم 1545 عندما تراس مركز النائب البابوي. مع موت البابا بول الثالث في نوفمبر 1549 ترشح لمنصب البابوية بدعم من شارل الخامس (شارلكان) واقترب من الفوز بالمنصب لكن جوليوس الثالث فاز بالمنصب بدعم من إيطاليا وفرنسا.
مات هنري الثامن وصعدت مكانه للعرش ابنته ماري في يوليو 1553 قام البابا فورا بتعيين بول كنائب بابوي لإنكلترا ووصل إلى دوفر في 24 نوفمبر 1554 وبعد عشرة أيام أعاد البلاد للكاثوليكية وأعاد تاسيس الأديرة، وفي نوفمبر 1555 جمع في ويستمينستر المجمع الكنسي ووضع تحديثات للكنيسة وبسرعة أصبح بول مرشحا لنصب الحاكم. ورغم أنه لم يكن مسؤولا عن الحملة الشعواء لإحراق البروتستانت إلا أنه لم يستخدم نفوذه لوقف العملية، تم جعله كبير أساقفة كانتربري في مارس 1556 ولكن النزاع بين البابا وحلفاء إنكلترا الأسبان فألغى البابا بول الرابع نيابته وأعلنه مهرطقا.
مات ريجينالد بول في 17 نوفمبر 1558 بعد 12 ساعة من وفاة ماري، وهناك كتابان عليه الأول كتبه ك. ب. مكفارلين «الكاردينال بول» (1924) وكتاب و. شنيل «ريجينالد بول كاردينال إنكلترا».

## وصلات خارجية
- ريجينالد بول على موقع الموسوعة البريطانية (الإنجليزية)